# Boeing 314
Boeing 314 Clipper — американский дальний пассажирский гидросамолёт (летающая лодка). Разработан и производился компанией Boeing Airplane Company с 1938 г. по 1941 г. Эксплуатировался на трансокеанских линиях, основной эксплуатант — Pan American. Три самолёта эксплуатировались авиакомпанией BOAC. Всего выпущено двенадцать самолётов.

## Разработка
Экономический подъем к середине 1930-х годов привел к активизации авиакомпаний и росту авиаперевозок по всему миру. Особенно актуальными были трассы Северной Атлантики с большим потоком пассажиров и грузов, но они оставались недоступными для пассажирских самолетов. Некоторое время на этих трассах использовали дирижабли, но после катастрофы дирижабля "Hindenburg" этими трассами монопольно владели судоходные компании.
В начале 1936 года авиакомпания Pan American разработала техническое задание и объявила конкурс на создание пассажирской летающей лодки нового поколения, способной с полной нагрузкой пересечь Атлантический океан. Конкурс выиграла фирма Boeing, которая представила предложения, удовлетворяющие авиакомпанию.
Boeing 314 создавался по заказу компании Pan American на разработку дальнего трансокеанского гидросамолёта, который дополнил бы имеющийся уже в эксплуатации компании флот самолётов Martin M-130.
Разработкой самолета, получившей обозначение Model 314, руководил Уэлвуд Билл. Для ускорения процесса проектирования конструкторы компании Boeing использовала большой объём наработок по экспериментальному бомбардировщику Boeing XB-15 (который так и не пошёл в серийное производство). В частности, использовалось его крыло. Были установлены мощные двигатели Wright Twin Cyclone мощностью 1,600 л. с., это были первые двигатели работающие на бензине с октановым числом 100. Испытывались различные конфигурации хвостового оперения. Завершённый прототип был принят компанией Pan American, и 21 июля 1936 г. был подписан контракт на  4 470 000 долларов на поставку шести трансатлантических летающих лодок, начиная с 21 декабря 1937 года. Кроме того, Pan American заказала дополнительно ещё шесть машин с двигателями увеличенной мощности и пассажировместимостью (в дневном варианте компоновки салона) до 77 человек.
Постройка первого прототипа была завершена 31 мая 1938 года и летающая лодка была спущена на воду в заливе Паджет Саунд. 7 июня 1938 года состоялся первый полет, который продолжался 38 минут. Испытатель сделал большой круг над заливом и приводнился.

## Конструкция
Boeing 314 — цельнометаллический четырёхмоторный моноплан с высоким расположением крыла. Корпус — летающая лодка, оснащён широкими спонсонами. Оперение трёхкилевое.
Для эксплуатации на трансокеанских линиях самолёт располагал запасом топлива в 16100 литров (в варианте 314A ёмкость баков увеличена ещё на 4540 л.). Запас масла — 1135 литров.
Экипаж состоял из десяти человек: два пилота плюс третий сменный, бортинженер, радист и четыре бортпроводника.
Пассажирский салон имел одну общую компоновку. Все пассажиры на борту обслуживались по высшему классу. Поскольку трансокеанские полёты могли продолжаться довольно долго (между посадками самолёт мог находиться в воздухе более 12 часов), большое внимание было уделено комфорту пассажиров. К услугам пассажиров было пять роскошных кают с диванами, спальные помещения, мужские женские гардеробные, бар, ресторан. Так, пассажирские кресла могли раскладываться и использоваться как спальные полки (всего 36). На борту имелась комната отдыха и ресторан, обслуживаемый стюардами. В меню входило 5-6 блюд, пища сервировалась на фарфоровой посуде с серебряными столовыми приборами. Имелись раздельные мужские и женские уборные, другие удобства. Пассажирские помещения были оборудованы системами отопления и кондиционирования. В зависимости от протяженности маршрута самолет мог разместить от 40 пассажиров (со спальными местами) на трансатлантических рейсах до 74 сидячих пассажиров на коротких трассах. На трансоакеанских маршрутах пассажиры размещались в семи роскошных отсеках, включая 14-местный салон столовую и специальный "люкс для новобрачных" в хвостовой части салона. Столь высокий уровень комфорта на борту привёл к весьма большим, для того времени, ценам на билеты: например, 675 долларов за полёт в оба конца по маршруту Нью-Йорк — Саутгемптон (что в пересчёте сравнимо со стоимостью полёта на «Concorde» в 2006 г.). Билет в одну сторону на маршруте Сан-Франциско — Гонконг стоил 760 долларов. По причине дороговизны билеты были доступны только состоятельным людям.
Фюзеляж — однореданная лодка монококовой конструкции. Внутреннее пространство фюзеляжа было разделено на две палубы. На верхней палубе располагалась пилотская кабина, за ней зона отдыха для экипажа и большое багажное отделение. На нижней палубе в носовой части находилось помещение для оснастки, под пилотской кабиной первая каюта с восемью посадочными местами - четыре кресла установлены по курсу, четыре лицом назад. Кресла попарно трансформируются в спальные места. Между первой и второй каютами - кухня, позади каюты ресторан. После ресторана четыре стандартные каюты, а в хвостовой части помещение повышенной комфортности.  Для стабилизации летающей лодки во время плавания на воде, у ватерлинии по обеим сторона фюзеляжа, были установлены широкие боковые поплавки-понтоны - спонсоны. Спонсоны использовались как трап при посадке и высадке и обеспечивали дополнительную подъемную силу в полете. Входная дверь расположена по левому борту фюзеляжа над спонсоном.
Крыло — цельнометаллическое свободнонесущее многолонжеронное, трапециевидное в плане. В крыле имелись трубы-лазы, по которым можно было проползти к двигателям и выполнить мелкий ремонт агрегатов двигателя прямо в полете.
Хвостовое оперение — трехкилевое, стабилизатор свободнонесущий с рулями высоты. Средний киль жесткий без руля направления.
Силовая установка — четыре поршневых 14-цилиндровых двухрядных звездообразных двигателя воздушного охлаждения Wright R-2600, мощностью 1600 л.с. Двигатели устанавливались в мотогондолах на передней кромке крыла и закрывались капотом. Топливные баки размещались в фюзеляже, крыле и в спонсонах. Воздушные винты цельнометаллические трехлопастные, изменяемого шага.

## Эксплуатация
Первый Boeing 314, названный Honolulu Clipper, начал регулярные перелёты по маршруту Сан-Франциско — Гонконг в январе 1939 г. Общая продолжительность перелёта по данной трассе в одну сторону (с промежуточными посадками) составляла более шести суток. Регулярные пассажирские перевозки на этой линии продолжались около трёх лет и кончились со вступлением США во Вторую Мировую Войну в декабре 1941 г.
Борт с названием Yankee Clipper совершал рейсы Нью-Йорк — Саутгемптон с 24 июня 1939 г.
Одна из летающих лодок, Pacific Clipper (бортовой номер NC18602), вынужденно совершила первый в мире полет вокруг земного шара, совершенный коммерческим самолетом. Борт вылетел 2 декабря 1941 года из Сан-Франциско в Окленд, Новая Зеландия, с промежуточной посадкой в Перл-Харборе, Гавайи, и оказался отрезан от США зоной боевых действий после атаки Японии на Перл-Харбор. В связи с тем, что Boeing 314 представлял существенную ценность для армии, было принято решение вернуть самолет в США, облетев вокруг земного шара и достигнув Нью-Йорка. 6 января 1942 года Pacific Clipper успешно завершил маршрут, преодолев в общей сложности более 50000 километров и совершив десять промежуточных посадок для дозаправки.
С началом войны летающие лодки Boeing 314 стали эксплуатироваться как военно-транспортные самолёты. В частности, на них перебрасывались войска и грузы для помощи британским войскам у Каира (через Либерию). Совершались полёты и для перевозки грузов в СССР (через Тегеран). Экипажи самолётов составляли призванные на военную службу пилоты и штурманы Pan Am, имевшие большой опыт эксплуатации самолёта и навигации над океаном.
Boeing 314 стал первым самолетом, который был использован для перевозки действующего Президента США. Это произошло 14 января 1943 года. Президент США Франклин Рузвельт вылетел из Майами в Марокко для встречи с Премьер-министром Великобритании Уинстоном Черчиллем.
После войны несколько машин вернулись на регулярные авиалинии Pan American. Однако приход в авиацию новых дальних авиалайнеров — таких, как Lockheed Constellation и Douglas DC-4, имеющих большую дальность и скорость, меньшие требования по условиям эксплуатации и подготовке лётного и штурманского состава, — наряду с послевоенным строительством сети аэропортов сделали Boeing 314 морально устаревшей машиной. Самолёты были выведены из регулярной эксплуатации в 1946 г., а к 1951 г. разобраны на металл.

## Лётно-технические характеристики (314A Clipper)
- Экипаж: 11, 2 стюарда
- Пассажировместимость: дневная компоновка салона − 74, ночная − 36
- Полезная нагрузка (почта и груз) — 4 500 кг
- Длина: 32,33 м
- Размах крыльев: 46,36 м
- Высота: 6,22 м
- Вес (пустой): 21 900 кг
- Вес (загруженный): 38 000 кг
- Силовая установка: 4×ПД Wright R-2600-3, звездообразный, мощностью 1 600 л. с. каждый
- Максимальная скорость: 340 км/ч
- Крейсерская скорость: 302 км/ч на высоте 3 400 м
- Дальность: 5 896 км
- Практический потолок: 5 980 м